# Заленже (Малопольське воєводство)
Заленже (пол. Załęże) — село в Польщі, у гміні Вольбром Олькуського повіту Малопольського воєводства.
Населення — 619 осіб (2011).
У 1975-1998 роках село належало до Катовицького воєводства.

## Демографія
Демографічна структура станом на 31 березня 2011 року:
|          | Загалом | Допрацездатний вік | Працездатний вік | Постпрацездатний вік |
| -------- | ------- | ------------------ | ---------------- | -------------------- |
| Чоловіки | 305     | 52                 | 206              | 47                   |
| Жінки    | 314     | 57                 | 181              | 76                   |
| Разом    | 619     | 109                | 387              | 123                  |